# Couvertpuis
Couvertpuis est une commune française située dans le département de la Meuse, en région Grand Est.

## Géographie

### Situation
À Couvertpuis, l'Orge, affluent de la Saulx, disparaît sous les terres calcaires à 13 km de sa source, avant de réapparaître plus loin. Selon la légende, une malédiction attribuée à Blanche de Castille serait à l'origine de cette disparition.

#### Communes limitrophes
| Villers-le-Sec | Hévilliers         | Hévilliers         |
| Morley         | Couvertpuis        | Hévilliers         |
| Morley         | Biencourt-sur-Orge | Biencourt-sur-Orge |

### Hydrographie
La commune est dans la région hydrographique « la Seine de sa source au confluent de l'Oise (exclu) » au sein du bassin Seine-Normandie. Elle est drainée par l'Orge,.
L'Orge, d'une longueur de 26 km, prend sa source dans la commune de Gillaumé et se jette  dans la Saulx à Le Bouchon-sur-Saulx, après avoir traversé neuf communes.

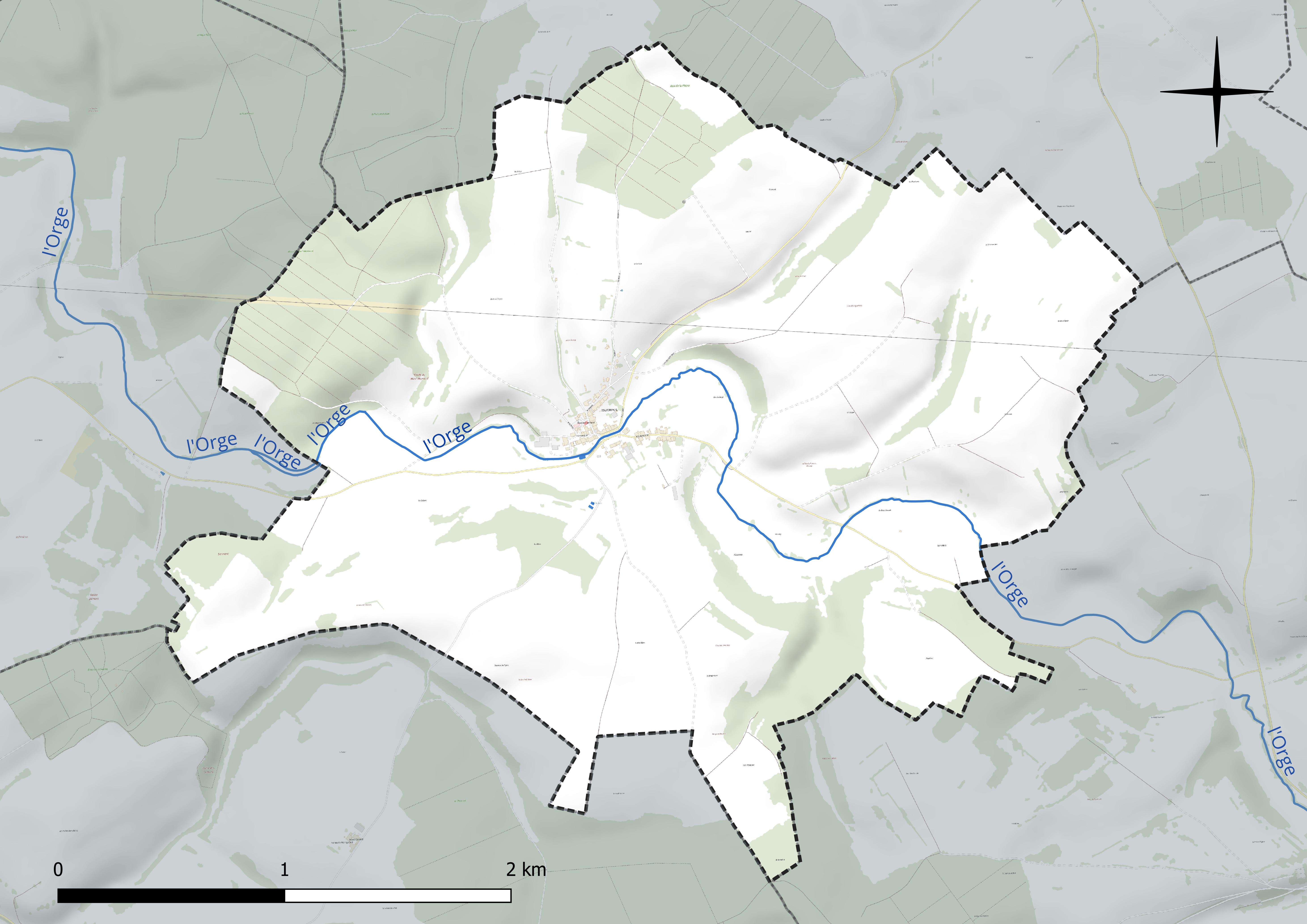
Réseau hydrographique de Couvertpuis.

### Climat
Pour des articles plus généraux, voir Climat du Grand Est et Climat de la Meuse.
En 2010, le climat de la commune est de type climat de montagne, selon une étude du Centre national de la recherche scientifique s'appuyant sur une série de données couvrant la période 1971-2000. En 2020, Météo-France publie une typologie des climats de la France métropolitaine dans laquelle la commune est exposée à un climat océanique altéré et est dans la région climatique  Lorraine, plateau de Langres, Morvan, caractérisée par un hiver rude (1,5 °C), des vents modérés et des brouillards fréquents en automne et hiver.
Pour la période 1971-2000, la température annuelle moyenne est de 9,7 °C, avec une amplitude thermique annuelle de 16,4 °C. Le cumul annuel moyen de précipitations est de 1 015 mm, avec 13,2 jours de précipitations en janvier et 9,8 jours en juillet. Pour la période 1991-2020, la température moyenne annuelle observée sur la station météorologique de Météo-France la plus proche, « Chevillon_sapc », sur la commune de Chevillon à 14 km à vol d'oiseau, est de 11,1 °C et le cumul annuel moyen de précipitations est de 982,1 mm. 
La température maximale relevée sur cette station est de 40,6 °C, atteinte le 25 juillet 2019 ; la température minimale est de −17,4 °C, atteinte le 20 décembre 2009,,.
Les paramètres climatiques de la commune ont été estimés pour le milieu du siècle (2041-2070) selon différents scénarios d'émission de gaz à effet de serre à partir des nouvelles projections climatiques de référence DRIAS-2020. Ils sont consultables sur un site dédié publié par Météo-France en novembre 2022.

## Urbanisme

### Typologie
Au 1er janvier 2024, Couvertpuis est catégorisée commune rurale à habitat dispersé, selon la nouvelle grille communale de densité à sept niveaux définie par l'Insee en 2022.
Elle est située hors unité urbaine et hors attraction des villes,.

### Occupation des sols
L'occupation des sols de la commune, telle qu'elle ressort de la base de données européenne d’occupation biophysique des sols Corine Land Cover (CLC), est marquée par l'importance des territoires agricoles (79,5 % en 2018), une proportion sensiblement équivalente à celle de 1990 (79,1 %). La répartition détaillée en 2018 est la suivante : 
terres arables (60,7 %), forêts (20,5 %), prairies (18,8 %). L'évolution de l’occupation des sols de la commune et de ses infrastructures peut être observée sur les différentes représentations cartographiques du territoire : la carte de Cassini (XVIIIe siècle), la carte d'état-major (1820-1866) et les cartes ou photos aériennes de l'IGN pour la période actuelle (1950 à aujourd'hui).

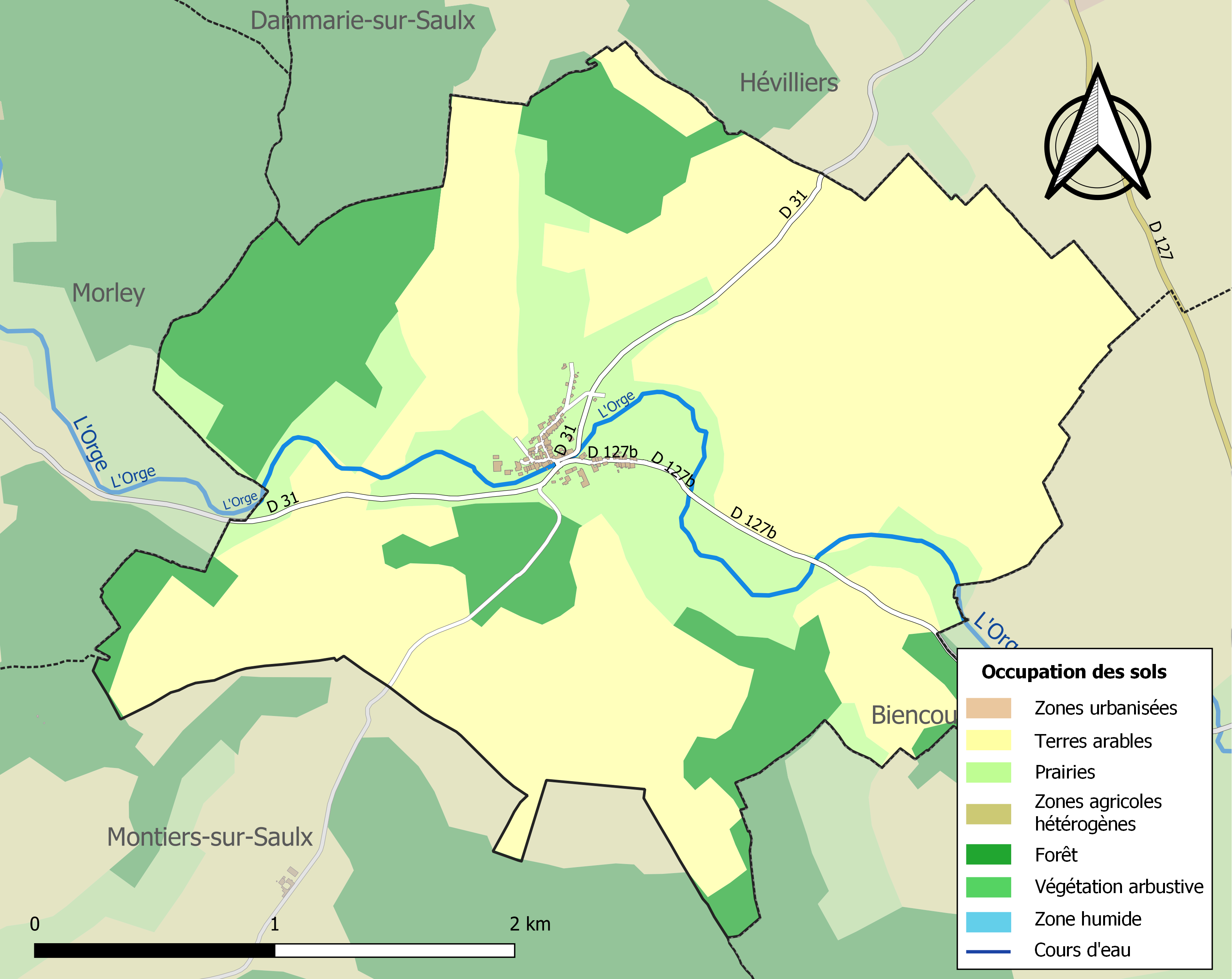
Carte des infrastructures et de l'occupation des sols de la commune en 2018 (CLC).

## Toponymie
Le nom de la localité est attesté sous les formes Couverpuis (1378) ; Copertusputeus ; domus templi de Coperto-Puteo (1402) ; Couviez (1460) ; Couver-Puis (1579) ; Couverpuys, Puteus-Coopertus (1707) ; Coopertus-Puteus (1711).

De l'adjectif de l'oïl couvert et puits, du latin puteus, « trou, fosse », « gouffre, fosse très profonde », « puits d'eau vive » ou même « puits de mine ».
Localement on trouve Gverpû dans des textes anciens, en lorrain roman.
C'est le début du parcours souterrain de la rivière Orge qui disparait sur treize kilomètres. La légende raconte que Blanche de Castille constatant le faible débit de la rivière aurait ordonné aux eaux de disparaître,.

## Histoire
Il y avait une maison des templiers qui dépendait de la commanderie de Ruetz dans la Haute-Marne. Il se peut qu'elle soit devenue une commanderie à part entière mais alors ce ne serait qu'après le milieu du XIIIe siècle.

## Politique et administration
| Période                                  | Période   | Identité                                         | Étiquette | Qualité     |
| ---------------------------------------- | --------- | ------------------------------------------------ | --------- | ----------- |
| Les données manquantes sont à compléter. |           |                                                  |           |             |
| avant 1995                               | mars 2014 | Francis Legrand                                  |           |             |
| mars 2014                                | En cours  | Sébastien Legrand Réélu pour le mandat 2020-2026 |           | Agriculteur |

## Population et société

### Démographie
L'évolution du nombre d'habitants est connue à travers les recensements de la population effectués dans la commune depuis 1793. Pour les communes de moins de 10 000 habitants, une enquête de recensement portant sur toute la population est réalisée tous les cinq ans, les populations de référence des années intermédiaires étant quant à elles estimées par interpolation ou extrapolation. Pour la commune, le premier recensement exhaustif entrant dans le cadre du nouveau dispositif a été réalisé en 2004.

En 2022, la commune comptait 82 habitants, en évolution de −6,82 % par rapport à 2016 (Meuse : −4,4 %, France hors Mayotte : +2,11 %).
| 1793 | 1800 | 1806 | 1821 | 1831 | 1836 | 1841 | 1846 | 1851 |
| ---- | ---- | ---- | ---- | ---- | ---- | ---- | ---- | ---- |
| 250  | 228  | 229  | 259  | 275  | 284  | 284  | 324  | 351  |

| 1856 | 1861 | 1866 | 1872 | 1876 | 1881 | 1886 | 1891 | 1896 |
| ---- | ---- | ---- | ---- | ---- | ---- | ---- | ---- | ---- |
| 341  | 333  | 303  | 264  | 261  | 254  | 229  | 213  | 209  |

| 1901 | 1906 | 1911 | 1921 | 1926 | 1931 | 1936 | 1946 | 1954 |
| ---- | ---- | ---- | ---- | ---- | ---- | ---- | ---- | ---- |
| 196  | 194  | 179  | 152  | 160  | 134  | 123  | 131  | 137  |

| 1962 | 1968 | 1975 | 1982 | 1990 | 1999 | 2004 | 2006 | 2009 |
| ---- | ---- | ---- | ---- | ---- | ---- | ---- | ---- | ---- |
| 151  | 130  | 137  | 134  | 104  | 90   | 87   | 90   | 88   |

| 2014 | 2019 | 2022 | - | - | - | - | - | - |
| ---- | ---- | ---- | - | - | - | - | - | - |
| 89   | 87   | 82   | - | - | - | - | - | - |

## Économie
À la suite de l'adoption en 2006 par le parlement d'une loi sur les déchets nucléaires, l'ANDRA étudie, sur une zone de 28 km2 dont la commune fait partie, la faisabilité d’un site de stockage qui pourrait être créé dans une zone de 200 km2 autour de Bure.

## Culture locale et patrimoine

### Lieux et monuments
- L'église de la Nativité-de-la-Bienheureuse-Vierge-Marie de Couvertpuis, des XIe, XIIIe, XVe et XVIe siècles et qui est fortifiée[29].

### Héraldique
| Blason de Couvertpuis | Blason  | De gueules à la bande ondée rompue d'argent, accompagnée en chef d'un puits d'or et en pointe d'une palme du même.           |
| Blason de Couvertpuis | Détails | Création de R.A. Louis avec les conseils de la Commission Héraldique de l'UCGL. Utilisé par la commune depuis décembre 2014. |